# Armando Discépolo
Armando Discépolo (Buenos Aires, 18 de setembro de 1887 — Buenos Aires, 8 de janeiro de 1971) foi um importante diretor teatral e dramaturgo argentino, criador do "grotesco criollo" e autor de várias obras clássicas do teatro argentino como Stéfano, Mustafá, El organito e Babilonia, entre outras. O conhecido poeta e compositor de tango, Enrique Santos Discépolo, era seu irmão.